# 沪西礼拜堂
沪西礼拜堂是中国上海的一座基督教新教教堂，原名沪西神召会耶稣堂，位于长宁区长宁路1465号。沪西礼拜堂是文革以后上海市区第一座进行重建的新教教堂。
沪西礼拜堂起源于1918年倪桂珍、黄佩文和神召会的瑞典女传教士克利生、安德生建立的北新泾沪西布道所。1925年起，由汤荣福担任牧师。1927年迁入周家桥三角场的租用房屋，命名为沪西神召会耶稣堂。1937年淞沪会战期间，房屋被毁，1940年，汤荣福牧师发动信徒捐款，在白利南路（今长宁路）建造教堂。。
1958年9月，在献堂献庙高潮中，沪西神召会耶稣堂被保留，作为长宁区的3座联合礼拜教堂之一，凯旋路士每拿堂、北新泾耶稣堂、长宁路救恩会耶稣堂和中山北路恩基堂信徒并入该堂聚会。1960年，乌鲁木齐北路聚会所、锡安堂均被划入静安区，沪西神召会耶稣堂成为长宁区唯一的联合礼拜地点。。1966年文化大革命爆发，教堂被占。1982年12月19日，教堂恢复开放，改名为沪西礼拜堂。1989年，拆除旧堂，重建可容纳千人的新堂，当年年底竣工。1990年1月15日，举行献堂礼拜。